# Bân Châu
Bân hay Bân Châu (tiếng Trung 彬州市, Hán Việt: Bân Châu thị) là một thành phố cấp huyện thuộc địa cấp thị Hàm Dương, tỉnh Thiểm Tây, Cộng hòa Nhân dân Trung Hoa. Thành phố này có diện tích 1.202 km2, dân số năm 2013 là 355.000 người. Thành phố Bân Châu được chia thành các đơn vị hành chính gồm 1 nhai đạo là Thành Quan và 8 trấn (Long Cao, Bắc Cực, Tân Dân, Hàn Gia, Vĩnh Lạc, Thủy Khẩu, Thái Dục và Nghĩa Môn).